# Бо (титул)
Бо (кит. 伯, пиньинь: bó) — наследственный титул знати в древнем Китае. Символом власти был — нефритовый жезл.
Приблизительно соответствует европейскому титулу «граф».
Во времена династии Чжоу был третьим из пяти рангов знатности: гун, хоу, бо, цзы, нань.